# Naididae
Naididae – rodzina pierścienic zaliczanych do skąposzczetów, wcześniej klasyfikowana pod nazwą Tubificidae, w języku polskim określaną zwyczajowymi nazwami rurecznikowate lub rureczniki. W wyniku badań morfologicznych i molekularnych do dawnej rodziny Tubificidae zaliczono skąposzczety zaliczane do odrębnej rodziny najadowatych, a decyzją ICZN z 2007, zgodnie z zasadami Międzynarodowego Kodeksu Nomenklatury Zoologicznej naukowa nazwa rodziny Tubificidae została zastąpiona nazwą Naididae. 
Rodzina Naididae w nowym znaczeniu obejmuje zatem rurecznikowate (grupowane dotychczas w kilku podrodzinach) oraz najadowate. Historia klasyfikacji tej grupy skąposzczetów opisana została w artykule rurecznikowate. Dla zachowania zgodności z opisami w dotychczasowej literaturze cechy obydwu grup omówiono w odrębnych artykułach:
W faunie Polski odnotowano 78 gatunków z tej rodziny, w tym 32 zaliczane do tradycyjnie rozumianej rodziny Tubificidae oraz 46 z rodziny Naididae, w jej dawnym znaczeniu.

## Klasyfikacja
Po rewizji taksonomicznej podział Naididae na podrodziny wygląda następująco: 
- Limnodriloidinae
- Naidinae – najadowate (Naididae w dawnym znaczeniu)
- Phallodrilinae
- Pristininae
- Rhyacodrilinae
- Rhyacodriloidinae
- Telmatodrilinae
- Tubificinae